# Slaget vid Edgehill
Slaget vid Edgehill (engelska: Battle of Edgehill) var det första större slaget i det engelska inbördeskriget. Slaget utkämpades vid byn Kineton i Warwickshire den 23 oktober 1642. Slaget gav inget klart utfall vilket gjorde att inbördeskriget i England fortsatte i ytterligare fyra år.  
Kung Karl I ledde själv de rojalistiska styrkorna med hjälp av prins Rupert. Parlamentets trupp leddes av greven av Essex, Robert Devereux. Slaget börjar på eftermiddagen med en artilleriduell som varade en timmes tid. Prins Rupert gjorde därefter en kavallerichock som fick många av parlamentets trupper att byta sida. Kavalleriangreppet skapade en klyfta i parlamentets infanteri. Detta ledde till att parlamentets infanteri började ta till flykten. Rojalisterna förföljde parlamentets trupper, vilket var ett misstag eftersom man då lämnade sina egna trupper utan stöd. Parlamentets kavalleri gjorde då motsvarande chock mot rojalisternas trupper som emellertid hann omgruppera. Vid mörkrets inbrott drog sig båda sidor tillbaka. Dagen efter var ingendera sidan villig att ta upp striden igen utan man marscherade åt varsitt håll.